# 女詐欺師! 愛川ナナの殺人捜査
『女詐欺師! 愛川ナナの殺人捜査』（おんなさぎし! あいかわナナのさつじんそうさ）は、2000年にテレビ朝日系「土曜ワイド劇場」で放送されたテレビドラマ。主演は斉藤由貴。視聴率は14.4%。

## キャスト
- 愛川菜々子（詐欺師） - 斉藤由貴
- 山田史雄（東新宿署捜査一課巡査） - 榊原利彦
- 朝倉洋輔（詐欺師・菜々子の相棒） - 大澄賢也
- 永沢耕平（和子の夫） - 伊藤洋三郎
- 永沢和子（坂本が接触していた女） - 中上ちか
- 岡本（東新宿警察署 捜査一課長） - 石山雄大
- 沼沢（東新宿警察署 刑事） - 菅野達也
- 高木（東新宿警察署 刑事） - 賀川黒之助
- 井川郁江（坂本が接触していた女） - 木原三貴
- 神山美恵子（「クラブ・パルテノン」ホステス） - 土屋貴子
- 田中久美子（朝倉の行き付けの食堂の従業員） - 楠麻穂
- コダマ（詐欺被害者） - 三田村賢二
- 溝口真人（詐欺被害者） - 岸本光正
- 坂本昌弘（殺人被害者・詐欺師） - 影山英俊
- 坂本昌弘の妻 - 根上彩
- ホテルの客室係 - 石川裕喜
- レストランのウェイター - 竹内康裕
- 榊るり子（女優） - 清水ひとみ
- 辺見誠治（東新宿警察署 捜査二課刑事） - 中丸新将
- 金森秀洋（東新宿警察署 主任） - 大林丈史
- 愛川源一郎（菜々子の母方の遠縁・詐欺師） - 二谷英明
- 江川英俊、緑川徹勇、市川いずみ、佐藤由紀恵、芹野理恵、中谷ひとみ

## スタッフ
- 原案 - 東西寺春秋
- 脚本 - 桃井章
- 監督 - 示野浩司
- プロデューサー - 千野栄彦、川上秀次郎、高橋正樹
- 制作 - テレビ朝日、PDS